# ملی‌گرایی عربی

پرچم انقلاب بزرگ عربی علیه امپراتوری عثمانی نماد برجسته ملی‌گرایی عرب است. طراحی و رنگ این پرچم، اساس بسیاری از پرچم‌های کشورهای عربی است.

ملی‌گرایی عربی (عربی: القومية العربية یا العروبة، آوانگاری: al-Qawmīya al-ʿArabīya) در مفهوم نوین به معنای ایمان به این است که مردم عرب ملتی یگانه هستند که زبان، فرهنگ، تاریخ، جغرافیا و مصلحت یکسان آن‌ها را گرد هم می‌آورد و دولت یکپارچهٔ عربی تشکیل می‌شود که عرب‌ها را از اقیانوس اطلس تا خلیج فارس گرد هم جمع می‌کند.